# Golf van Californië
De Golf van Californië, ook wel Zee van Cortés genoemd, is een zee van de Grote Oceaan, die het schiereiland Neder-Californië van het Mexicaanse vasteland scheidt.

## Ontdekking
De Golf van Californië werd in 1539 ontdekt door Francisco de Ulloa, die meende een doorgang van de Grote naar de Atlantische Oceaan ontdekt te hebben. Melchior Díaz verkende het gebied in 1540 en kwam tot de conclusie dat dit niet het geval was. Díaz ontdekte wel de monding van de Colorado.

## Kenmerken
De Golf van Califonië ligt in het uiterste oosten van de Grote Oceaan. De golf ligt tussen het schiereiland Neder-Californië en Sonora, een staat in het noordwesten van Mexico. De zuidgrens van de golf loopt officieel van de uiterste zuidpunt van het schiereiland naar Piastla Point (23°38'N) in Mexico.
De Oost-Pacifische Rug, de plaatgrens tussen de Pacifische Plaat en de Noord-Amerikaanse Plaat en de Cocosplaat, ligt op de bodem van de golf. Naar het noorden op het land staat deze transforme plaatgrens bekend als de San Andreasbreuk. Op de zeebodem komen hierdoor veel hydrothermale bronnen voor.
De golf heeft een langwerping karakter met de hoofdas van noord naar zuid. Het is ruim 1100 kilometer lang en de breedte varieert tussen de 50 en 240 kilometer. Het heeft een oppervlakte van 177.000 km². De gemiddeld waterdiepte is 981 meter en de golf heeft een watervolume van ongeveer 145.000 km³. De hoge bergen op het schiereiland matigt de invloed van de oceaan op het klimaat en er heerst in de golf een overwegend landklimaat. 
De golf heeft een normale cyclus van eb en vloed. Door de langwerpige vorm lopen de verschillen tussen hoog- en laagwater in het uiterste noorden op tot zo’n 7 meter. In het zuiden, bij de verbinding met de Grote Oceaan, is het verschil nog ongeveer een meter.
De saliniteit is ongeveer 35 promilles en is redelijk stabiel over het jaar. In het zuiden staat de golf in open verbinding met de Grote Oceaan. De instroom van zoet rivierwater is beperkt. In het uiterste noorden stroomt de Colorado in de golf, maar na de bouw van de Hoover Dam is zowel de toestroom van zoet water als sediment sterk afgenomen. Er zijn nog een beperkt aantal kleinere rivieren die uitmonden in de golf, maar geen van deze is afkomstig van het schiereiland.

## UNESCO werelderfgoed
De golf is bekend vanwege haar biorijkdom. Er komen onder andere 695 soorten vaatplanten voor en 891 vissoorten. Verder herbergt de zee 40% van alle soorten zeezoogdieren. De wetten die die vissen zouden moeten beschermen worden ter plaatse maar matig nageleefd. De eilanden en beschermde gebieden in de Golf van Californië zijn opgenomen in de lijst van Werelderfgoed van de UNESCO.